# 严陆光
严陆光（1935年7月—），原籍浙江东阳，严济慈之子。电工学家，中科院院士，乌克兰国家科学院外籍院士，中科院电工所所长。

## 生平
70年代后期起，领导进行了超导磁体技术与应用的研究发展，进行了多方面的应用基础研究，研制成功多台实用超导磁体系统。1998年10月起，任宁波大学校长。